# Sporophile à ailes blanches
Sporophila americana
Espèce
Statut de conservation UICN

 LC  : Préoccupation mineure
Le Sporophile à ailes blanches (Sporophila americana) est une espèce de passereaux appartenant à la famille des Thraupidae.

## Répartition

répartition

Cet oiseau vit au nord-est de l'Amérique du Sud : Brésil, Guyane française, Guyana et Venezuela.

## Habitat
Cet oiseau fréquente les plaines et les forêts.

## Sous-espèces
Le Sporophile à ailes blanches est représenté par deux sous-espèces :
- Sporophila americana americana ;
- Sporophila americana dispar.